# Tusculanes
Les Tusculanes (en latin : Tusculanae disputationes) sont une œuvre philosophique de Cicéron, dans laquelle l'auteur cherche à établir l'immortalité de l'âme et démontrer que le bonheur ne peut se fonder que sur la vertu. Il s'agit d'un manifeste du stoïcisme.

## Présentation générale

### Contenu
Les Tusculanes prennent la forme d'un dialogue supposé entre Cicéron et un individu anonyme. Cicéron adopte comme technique argumentative de reprendre les arguments et exemples de ses prédécesseurs philosophes, pour fonder son propre raisonnement.
Les cinq conférences des Tusculanes abordent les questions existentielles traitées traditionnellement par les écoles philosophiques : la mort et si elle est un mal ; la douleur et si elle est le plus grand de tous les maux ; la douleur de l'âme et si le sage est susceptible de chagrin ; l'âme du sage et les passions ; la vertu et si elle assure le bonheur.

### Forme et style
La forme utilisée, le dialogue supposé, est habituelle dans l’enseignement philosophique, mais elle est adaptée et simplifiée.
Le titre latin de l’œuvre précise le genre de l’ouvrage : il s'agit d'une disputatio. Le mot « tusculane » signale le lieu de l’entretien, le Tusculum.
Le dialogue étant fictif, les interlocuteurs n'opposent pas à Cicéron des arguments forts ni ne défendent des positions tranchées. Il ne s'agit pas non plus d'un dialogue aristotélicien classique, où un maître expose de façon continue à des disciples, seulement entrecoupé de questions sur les points à préciser. L’auditeur présente le sujet du débat et intervient seulement pour marquer les étapes du parcours philosophique et accepter les arguments du maître. Il n’est désigné que par son appartenance à une classe d’âge : c’est un adolescent ou un jeune homme, interlocuteur anonyme et falot, qui peut être une partie de la personnalité de Cicéron, ce que Carlos Lévy interprète comme un artifice pudique pour parler de soi sans utiliser la première personne.

### Historique de publication
Le 29 mai 45 av. J.-C., Cicéron entreprend la constitution d'un recueil d'entretiens qu'il a eu avec ses amis dans sa villa de Tusculum. Ces travaux sont menés en même temps que la publication du De finibus bonorum et malorum.
Les cinq livres des Tusculanes furent publiés sans doute durant le mois d’août, car Cicéron, dans une lettre du 29 juin 45, fait part à Atticus de son intention d'écrire désormais dans la tradition d'Aristote, c'est-à-dire en se figurant comme interlocuteur principal, procédé qu'il adopte pour la première fois avec  les Tusculanes,.
L'ouvrage est émaillé de références au deuil que traverse Cicéron à cette époque. Sa fille Tullia est en effet morte quelques mois plus tôt, au début de l'année 45. Sans qu'il y fasse allusion directement, ce deuil atteint encore Cicéron, qui fait du chagrin le thème de son troisième livre. En exhortant les autres au courage et à la dissimulation de la douleur, il s’exhorte lui-même.

## Résumé

### Livre I: la mort est-elle un mal?

#### La nécessité de philosopher
Cicéron commence par remercier un certain Brutus, qui l'a conseillé de reprendre l'étude de la philosophie. Elle est nécessaire, soutient Cicéron, car elle « est l'étude même de la sagesse », « renferme toutes les connaissances » et « tous les préceptes nécessaires à l'homme pour bien vivre ».
L'auteur défend ensuite la possibilité pour Rome de développer ses propres pensées philosophiques, sans regarder la Grèce comme systématiquement supérieure. Il soutient que Rome a aussi eu de grands poètes, qui n'ont rien à envier aux Grecs.

#### Le mort ne peut pas être misérable et le fait d'être mortel n'est pas une mauvaise condition
La discussion commence sur une question d'un ami de Cicéron : la mort n'est-elle pas un mal ? Les hommes morts sont misérables, car morts, et les hommes vivants le sont aussi, car mortels. Cicéron, par une série de questions, démontre les imprécisions et erreurs de son ami : le mort n'existe plus, or il faut exister pour souffrir et être misérable.
Si après la mort il n'y a plus aucun mal, car on n'est plus, alors être mortel signifie que l'on est disposé à parvenir à la fin de nos maux. Face aux enchaînements logiques du philosophe, l'ami prie Cicéron de procéder par un exposé plutôt que par questionnement, ce qu'il accepte.

#### L'âme est immortelle
Pour expliciter sa position, Cicéron va avoir recours à une étude de l'âme. Par une rapide doxographie, il rappelle la position des philosophes sur l'âme : certains croient que l'âme est éternelle, d'autre périssable ; certains, que l'âme est « le sang répandu dans le cœur » (Empédocle), d'autres, « que l'âme est de l'air » ou du feu (Zénon de Kition). Il rappelle la position de Platon et d'Aristote, qu'il tient comme le plus grand et le deuxième meilleur philosophes.
Dès lors qu'on postule l'existence de l'âme, alors lorsqu'on meurt, ou bien elle périt et on ne sent plus rien (et donc on ne peut être misérable ou malheureux), ou bien elle va au ciel, et alors on ne peut qu'être heureux. Sans qu'on puisse rien affirmer de certain, des indices vont en faveur de son immortalité. Cicéron rapporte que Platon était parti en Italie rencontrer les pythagoriciens et avait été conquis par leur théorie de l'immortalité de l'âme, à laquelle il a donné consistance.
Cicéron définit l'âme comme un principe « d'une légèreté sans égale ». Elle « demeure incorruptible et sans altération ». L'âme permet de voir et d'entendre, et « les parties du corps qui ne servent à la vue et à l'ouïe ne sont, pour ainsi dire, que des fenêtres, par où l'âme reçoit les objets ». Platonicien, Cicéron soutient que le corps n'est « que le vaisseau,  que le domicile de votre âme ». Ainsi, il faut comprendre l'injonction gnothi seauton non pas tant comme connais-toi, mais comme : connais ton âme.

#### La mémoire et l'intelligence
Le philosophe s'attache à définir la mémoire. Il rappelle que dans le Ménon, Platon a défini la théorie de la réminiscence, selon laquelle du fait de notre âme, nous n'apprenons pas, nous nous souvenons. La mémoire ne procède, selon Cicéron, « ni du cœur, ni du cerveau, ni du sang, ni des atomes ». Mais elle paraît divine. La mémoire serait-elle un réservoir qui serait dans l'âme, « où les choses que nous confions à notre mémoire, se versent comme dans un vase » ? Non, cela serait absurde.
L'âme voit de quoi elle est capable, elle sait qu'elle a intelligence et mémoire, et qu'elle se meut par elle-même. C'est « là ce qu'il y a dans l'âme de grand, de divin, d'éternel ». En effet, l'intelligence est aussi l'intelligence première, celle qui a formé le monde comme le pense Platon, ou celle qui le conduise et le gouverne de toute éternité (selon Aristote et sa théorie du premier moteur).

#### Mépriser la peur de la mort
Selon Cicéron, il faut mépriser la peur de la mort, qui n'est que faiblesse. Il faut au contraire chercher « la félicité de la vie dans la constance, dans la grandeur d'âme, dans le mépris des choses humaines, dans toute sorte de vertus ». En effet, en attente de ce qui va advenir, nous sommes balancés par les craintes et les angoisses. Cicéron se montre ainsi admiratif de Théramène, car il s'est montré digne et valeureux face à la mort : « lorsque déjà le poison courait dans ses veines, ce grand homme plaisanta ».
Ainsi, « quoiqu'à toute heure mille accidents nous menacent de la mort, et que même, sans accident, elle ne puisse jamais être bien éloignée [...] elle n'empêche pas le Sage de porter ses vues le plus loin qu'il peut dans l'avenir ». Nous n'avons rien à craindre : la mort n'est rien pour les morts, qui ne sont plus, ni pour les vivants, qui ne peuvent encore l'éprouver.

### Livre II: La douleur est-elle le plus grand de tous les maux?

#### Le besoin de philosopher et les bornes de la philosophie
Cicéron cite Pyrrhus Ier qui, dans Ennius, affirme qu'il est bon de philosopher, mais un peu, « sans vouloir s'y livrer tout entier » (nam omnino haud placere). Cicéron rappelle qu'il a lui aussi besoin de philosopher car sa situation politique et juridique fait qu'il ne peut plus occuper de fonctions publiques. Contrairement à Pyrrhus, toutefois, Cicéron refuse de fixer des bornes à l'activité philosophique. La philosophe est une « culture de l'âme » qui exige de poser les bonnes questions.
Cicéron réaffirme ce qu'il écrivait dans le premier livre, qu'il est nécessaire de cesser l'adoration de ce qu'ont fait les Grecs. Il appelle tous les savants à ce « qu'ils transportent ici [à Rome] la philosophie, comme nos ancêtres ont travaillé à y transporter les autres arts ». Cette naissance de la philosophie à Rome doit se faire contre les dogmes, car ils empêchent l'avancement de la connaissance. La philosophie se heurtera donc à Rome aux dogmes : « c'est à quoi ne peuvent se résoudre qu'avec peine ceux qui ont épousé des dogmes dont ils ne peuvent se départir; et qui, par l'enchaînement de leurs principes, sont dans la nécessité d'admettre des conséquences que sans cela ils rejetteraient ».

#### Doxographie des thèses sur la douleur
Qu'ont pensé les anciens de la douleur ? Cicéron rappelle qu'Aristippe, disciple de Socrate, « a bien osé dire que la douleur était le souverain mal » ; Épicure s'est rendu, à ses yeux, coupable de s'être « aisément prêté à cette opinion lâche et féminine ».
Si l'on soutient que le mal est le pire des maux, alors on est lâche, car ce que l'on dit réellement, c'est que « ni la vertu, ni la gloire, ne méritent d'être achetées au prix de quelque douleur corporelle ».

#### Travail et douleur
Le travail et la douleur ne sont pas la même chose, mais se ressemblent assez : le travail est une fonction pénible de l'esprit ou du corps. La douleur, elle, est un mouvement incommode, contraire au sens. Or, « l'habitude au travail nous donne de la facilité à supporter la douleur ». L'habitude joue un rôle clef, de telle manière qu'une personne qui mange d'ordinaire peu a la capacité de faire un jeun long, quand un athlète qui mange beaucoup se sent dépérir en peu de temps.

#### L'âme et la douleur
Cicéron reprend le dualisme de l'âme de Platon, selon lequel l'âme se divise en une partie raisonnable, et une partie privée de raison. Les commandements que nous nous donnons sont permis par la supériorité de la partie rationnelle sur celle qui ne l'est pas. Cela est dû à ce que toute âme dispose d'un « je ne sais quoi de mou, de lâche, de bas, d'énervé, de languissant ». Si l'homme n'était que cela, « rien ne serait plus hideux que l'homme », mais ça n'est pas le cas : la raison, « reine absolue », s'y trouve aussi, se perfectionne, et devient la « suprême vertu ».

#### Philosophie et douleur
Le philosophe, qui a appris à dompter la douleur, s'en sortira mieux que les hommes. La douleur reste toutefois redoutable ; la volonté peut la surmonter, et le désir de gloire peut soutenir cette volonté. L'individu peut faire appel aux forces de l'âme pour ne défaillir. Si la douleur devient insupportable, il reste le recours à la mort, argument que Cicéron emprunte aux stoïciens. Heureusement, les douleurs les plus vives, remarque le philosophe, sont aussi les plus courtes.

### Livre III: Le sage est-il susceptible de chagrin?
Cicéron en a une expérience personnelle avec la mort récente de sa fille Tullia. Mais pour lui les douleurs de l'âme se nourrissent de faux jugements. Il fait un parallèle avec une autre maladie de l'âme, l'ambition. S'il existe un sentiment de gloire mérité par de grandes actions vertueuses, il en est un autre, recherche effrénée de magistratures, de commandements militaires et d'acclamations du peuple - César est ici implicitement visé. Se livrer au chagrin ou à l'ambition, deux maladies de l'âme,.

### Livre IV: L’âme du sage est-elle totalement à l’abri des passions?
La question est une généralisation de la précédente. Sur ce sujet, Cicéron rejoint les analyses des stoïciens, et de Chrysippe de Soles en particulier. Les passions prennent source dans des jugements erronés, la pratique de la philosophie permet de les éviter.

### Livre V: La vertu suffit-elle à assurer le bonheur?
Cicéron reprend là une thèse qu'il avait déjà débattue avec Pison dans le De finibus. Il remonte à Platon, pour qui le bonheur ne peut être atteint que par l'être à sa perfection. Sans vertu, le bonheur n'est pas possible.
Cicéron recours à des exemples historiques, pour montrer que l'homme injuste ne peut connaître le bonheur. Après un rappel de Cinna et de Marius que le pouvoir brutal n'a pas rendu plus heureux (Tusculane V, XIX), il s'attarde longuement (Tusculane V, XX-XXII) sur la figure de Denys l'Ancien, tyran de Syracuse, doué de grandes qualités mais se condamnant lui-même à la solitude du pouvoir, vivant malheureux du fait de ses injustices. Ce portrait de tyran renvoie implicitement une fois de plus à César, tempérant, énergique, maître suprême dans sa ville et solitaire.
La conférence donne souvent l’impression de ne pas aller droit au but. Les mêmes exemples peuvent servir plusieurs fois. Des digressions apparaissent, soulignées par Cicéron lui-même.
Ce désordre apparent obéit à des motifs pédagogiques et littéraires : il ne s’agit pas d’un discours prononcé au tribunal pour montrer qui est le coupable ; il faut amener l’interlocuteur à réfléchir en présentant la même question sous différents aspects ; car en philosophie, il n’y a pas de vérité absolue, ni de réponse universelle et parfaite sur le plan moral. Les Tusculanes suivent donc un rythme qui correspond à celui de la promenade que font le maître et son disciple.

## Postérité
La définition provisoire que Cicéron fait de la mémoire comme réservoir situé dans l'âme, avant de la rejeter comme absurde, est reprise par François-René de Chateaubriand dans le Génie du christianisme.

## Éditions
- Œuvres complètes de Cicéron, t. IV, sous la direction de Désiré Nisard:
  - Livre I, traduit par  l'abbé d'Olivet (texte en ligne sur le site Remacle.org)
  - Livre II, traduit par  l'abbé d'Olivet (texte en ligne sur le site Remacle.org)
  - Livre III, traduit par le  Président Bouhier (texte en ligne sur le site Remacle.org)
  - Livre IV, traduit par  l'abbé d'Olivet (texte en ligne sur le site Remacle.org)
  - Livre V, traduit par le  Président Bouhier (texte en ligne sur le site Remacle.org)
- Tusculanes, texte établi par Gustave Fohlen et traduit par Jules Humbert, Paris, Les Belles Lettres, C.U.F., 1960.
- Devant la mort (Tusculanes, Livre I), traduction de Danièle Robert, présentation de Pierre Grimal, Paris, Arléa, 1996.
- Devant la souffrance (Tusculanes, Livres II et III), traduction et présentation de Danièle Robert, Paris, Arléa, 1996.
- Le Bonheur, (Tusculanes, Livres IV et V), traduction et présentation de Chantal Labre, Paris, Arléa, 1996.
- La médecine de l'âme, (Tusculanes, Livre III), traduction, préface et annotations par Nicolas Waquet, Paris Payot & Rivages, coll. « Rivages Poche Petite Bibliothèque », 2020.

### Traductions
- Cicéron, œuvres complètes, tome III, Tusculanes, 1848, Paris, lire en ligne
- Cicéron, Tusculanes, Les Belles Lettres, 2003
  - tome I, livres I-II, 240 pages,  (ISBN 9782251010830)
  - tome II, livres III-V, 335 pages,  (ISBN 9782251010847)

### Ouvrages généraux
- Pierre Grimal, Cicéron, Fayard, 1986 (ISBN 978-2-213-01786-0)
- Philippe Muller, Cicéron, un philosophe pour notre temps, Lausanne, L'Âge d'Homme, 1990, 320 p. (ISBN 2-8251-0033-1, lire en ligne)

### Articles
- Yasmina Benferhat, « « Cum scriberem contra Epicureos... » Cicéron et l'épicurisme dans les Tusculanes I-II », Vita Latina, no 164,‎ 2001, p. 21-35 (lire en ligne)
- Carlos Lévy, « Les Tusculanes et le dialogue cicéronien : exemple ou exception », Vita Latina, no 166,‎ 2002, p. 23-31 (lire en ligne)